# Соборная клятва 1613 года

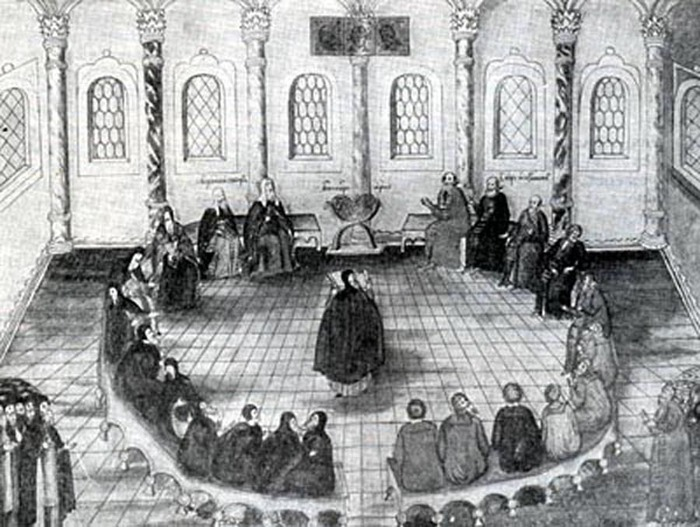
«Заседание Земского Собора 1613 года». Миниатюра из рукописи «Избрание на царство М. Ф. Романова» 1673 года.

Соборная клятва — итоговый документ Земского избирательного собора, состоявшегося 21 февраля 1613 г. Санкционирует восхождение на престол шестнадцатилетнего Михаила Федоровича Романова-Юрьева (находившегося в то время вместе с матерью в Костромском Ипатьевском монастыре) и установление в России династии Романовых.

## Текст Соборной клятвы

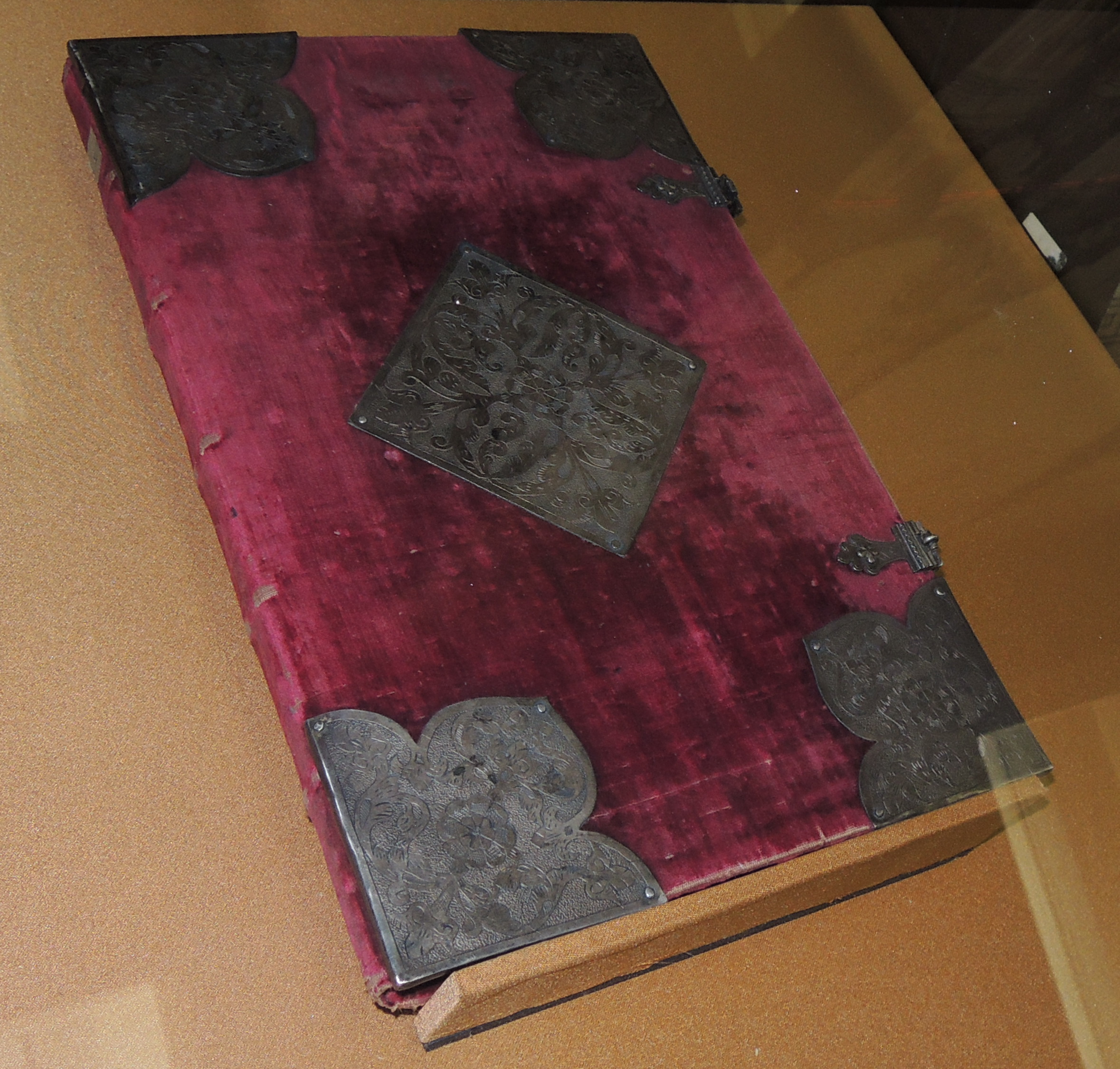
Утвержденная грамота Земского собора об избрании на царский престол Михаила Федоровича

Приводится в сокращении, орфография приведена к современной.

Послал Господь Свой Святый Дух в сердца всех православных христиан, яко едиными усты вопияху, что быти на Владимирском и Московском и на всех Государствах Российского Царства, Государем, Царем и Великим Князем всея Русии Самодержцем, Тебе, Великому Государю Михаилу Феодоровичу.
Целовали все Животворный Крест и обет дали, что за Великого Государя, Богом почтенного, — Богом избранного и Богом возлюбленного, Царя и Великого Князя Михаила Феодоровича, всея Русии Самодержца, и за Благоверную Царицу и Великую Княгиню, и за Их Царские Дети, которых Им, Государям, впредь Бог даст, души свои и головы свои положити, и служити Им, Государям нашим верою и правдою, всеми душами своими и головами.
Заповедано, чтобы Избранник Божий, Царь Михаил Феодорович Романов был родоначальником Правителей на Руси из рода в род, с ответственностью в своих делах перед единым Небесным Царем.
А кто убо и не похощет послушати сего Соборново Уложения, его же Бог благоизволи, и начнет глаголати ина и молву в людех чинити, и таковый, аще от священных чину, и от бояр царских сигклит и воинственных, или ин хто от простых людей и в каком чину ни буди, по Священным Правилом Святых Апостол, и Вселенских Седми Соборов Святых Отец и Помесных, и по Соборному Уложению всего Освященнаго Собора, чину своего извержен будет, и от Церкви Божия отлучен и Святых Христовых Тайн приобщения, яко расколник Церкви Божия и всего православнаго хрестьянства мятежник, и разорител закону Божию, а по Царским законом месть восприимет, и нашего смирения и всего Освященнаго Собора не буди на нем благословение отныне и до века; понеже не восхоте благословения и Соборнаго Уложения послушания, тем и удалися от него и облечеся в клятву.
А на Соборе были Московского Государства изо всех городов Российского Царства власти: митрополиты, епископы и архимандриты, игумены, протопопы и весь Освященный Собор; бояре и окольничие, чашники и стольники и стряпчие, думные дворяне и диаки и жильцы; дворяне большие и дворяне из городов; дияки из Приказов; головы стрелецкие, и атаманы казачьи, стрельцы и казаки торговые и посадские; и великих чинов всякие служилые и жилецкие люди; и из всех городов Российского царства выборные люди.
Своеручные подписи .

А уложена и написана бысть сия Утвержденная Грамота за руками и за печатьми Великого Государя нашего Царя и Великого Князя Михаила Феодоровича всея Русии Самодержца, в царствующем граде Москве, в первое лето царствования его, а от сотворения мира 7121-го.— Белокуров С. А. Утвержденная грамота... Москва, 1906.

## Соборная клятва и современность
В своем обращении в феврале 2007 году епископ Диомид обвинил Русскую православную церковь помимо прочего в отступлении от данной клятвы, из-за одобрения демократии и призывов к голосованию за определённых политических лидеров.
В православной иконографии Богородицы существует чтимая РПЦ чудотворная Державная икона Божией Матери, история обретения и символизм которой связаны с русской монархией и которая признаётся главной святыней русских монархистов. Ей придают особое значение неканонические православные течения — «Богородичный центр» и царебожники. Икона была обретена в день отречения Николая II от престола. Её происхождение неизвестно, предполагают, что ранее она находилась в иконостасе разрушенного женского Вознесенского монастыря в Московском кремле, который служил местом погребения представительниц московского великокняжеского рода женского пола, в том числе цариц. Толкователи указывают на то, что на иконе «Царица Небесная изображена как царица земная» — держит в руках скипетр и державу — что трактуется как принятие ей у Николая II царской власти, которой с 1613 года обладает династия Романовых. Из этого делается вывод, что с тех пор никакая власть в России истинно легитимной не является, следовательно, законы Российской империи можно считать продолжающими действовать. Некоторые православные толкователи говорят о «Божьем наказании» русскому народу за нарушение Соборной клятвы 1613 года посредством допущения убийства царя и необходимом в связи с этим «покаянии». В 1993 г. «покаяние за грех цареубийства от лица всей Церкви» было принесено патриархом Алексием II, писавшим: «Мы призываем к покаянию весь наш народ, всех чад его, независимо от их политических воззрений и взглядов на историю, независимо от их этнического происхождения, религиозной принадлежности, от их отношения к идее монархии и к личности последнего Российского Императора». В XXI веке с благословения петербургского митрополита проводится ежегодный крестный ход из Санкт-Петербурга в Екатеринбург, символизирующий такое покаяние. В католичестве существует доктрина о так называемом «Обращении России», необходимом для «спасения мира», тесно связанная с образом Богородицы и 1917 годом и являющаяся предметом особого внимания «Богородичного центра». Существуют пророчества православных предсказателей о возвращении монархии, например, приписываемые Лаврентию Черниговскому и монаху Авелю.